# John Stuart-Wortley-Mackenzie, II barone Wharncliffe
John Stuart-Wortley-Mackenzie, II barone Wharncliffe (20 aprile 1801 – Wortley, 22 ottobre 1855) è stato un politico inglese.

## Biografia
Era il figlio di James Stuart-Wortley-Mackenzie, I barone di Wharncliffe, e di sua moglie, Lady Elizabeth Crichton, figlia di John Crichton, I conte Erne.

## Carriera
Wharncliffe sedette come membro del Parlamento per Bossiney (1823-1830), per Perth Burghs (1830-1831) e per il West Riding of Yorkshire (1841-1845). Ha servito sotto il duca di Wellington come segretario al Consiglio di controllo nel 1830 e sotto Sir Robert Peel come Sottosegretario di Stato per la guerra e le Colonie (1834-1835). Nel 1845 succeduto al padre nella baronia e ha preso il suo posto nella Camera dei Lord.
Lord Wharncliffe è stato eletto Fellow della Royal Society nel giugno del 1829.

## Matrimonio
Sposò, il 12 dicembre 1825, Lady Georgiana Elizabeth Ryder (1804-22 agosto 1884), figlia di Dudley Ryder, I conte di Harrowby. Ebbero cinque figli:
- Mary Caroline Stuart-Wortley-Mackenzie (17 ottobre 1826-2 aprile 1896), sposò Henry Moore, III marchese di Drogheda, non ebbero figli;
- Edward Stuart-Wortley-Mackenzie, I conte di Wharncliffe (15 dicembre 1827-13 maggio 1899);
- Francis Dudley Montagu-Stuart-Wortley (23 luglio 1829-21 ottobre 1893), sposò Maria Elizabeth Martin, ebbero cinque figli;
- James Frederick Stuart-Wortley-Mackenzie (16 gennaio 1833-27 novembre 1870);
- Cecily Susan Stuart-Wortley-Mackenzie (1835-2 maggio 1915), sposò Henry Montagu Douglas Scott, I barone Montagu di Beaulieu, ebbero quattro figli.

## Morte
Morì il 22 ottobre 1855 a Wortley Hall.

## Ascendenza
|                                                         |                                  |                                                | Genitori                                    |  |  | Nonni |  |  | Bisnonni                       |  |  | Trisnonni                      |  |
|                                                         |                                  |                                                |                                             |  |  |       |  |  | John Stuart, III conte di Bute |  |  | James Stuart, II conte di Bute |  |
|                                                         |                                  |                                                |                                             |  |  |       |  |  | John Stuart, III conte di Bute |  |  | James Stuart, II conte di Bute |  |
|                                                         |                                  | lady Anne Campbell                             |                                             |  |  |       |  |  | John Stuart, III conte di Bute |  |  |                                |  |
| lord James Archibald Stuart-Wortley-Mackenzie           |                                  |                                                |                                             |  |  |       |  |  | John Stuart, III conte di Bute |  |  |                                |  |
|                                                         |                                  | Mary Wortley-Montagu, I baronessa Mount Stuart | Edward Wortley-Montagu                      |  |  |       |  |  |                                |  |  |                                |  |
|                                                         |                                  | Mary Wortley-Montagu, I baronessa Mount Stuart | Edward Wortley-Montagu                      |  |  |       |  |  |                                |  |  |                                |  |
|                                                         |                                  | Mary Wortley-Montagu, I baronessa Mount Stuart | lady Mary Pierrepont                        |  |  |       |  |  |                                |  |  |                                |  |
| James Stuart-Wortley-Mackenzie, I barone di Wharncliffe |                                  | Mary Wortley-Montagu, I baronessa Mount Stuart |                                             |  |  |       |  |  |                                |  |  |                                |  |
|                                                         |                                  | sir David Cunynghame, III baronetto            | sir David Cunynghame, I baronetto           |  |  |       |  |  |                                |  |  |                                |  |
|                                                         |                                  | sir David Cunynghame, III baronetto            | sir David Cunynghame, I baronetto           |  |  |       |  |  |                                |  |  |                                |  |
|                                                         |                                  | sir David Cunynghame, III baronetto            | Elizabeth Baird                             |  |  |       |  |  |                                |  |  |                                |  |
| Margaret Cunynghame                                     |                                  | sir David Cunynghame, III baronetto            |                                             |  |  |       |  |  |                                |  |  |                                |  |
|                                                         |                                  | lady Mary Montgomerie                          | Alexander Montgomerie, IX conte di Eglinton |  |  |       |  |  |                                |  |  |                                |  |
|                                                         |                                  | lady Mary Montgomerie                          | Alexander Montgomerie, IX conte di Eglinton |  |  |       |  |  |                                |  |  |                                |  |
|                                                         |                                  | lady Mary Montgomerie                          | lady Anne Gordon                            |  |  |       |  |  |                                |  |  |                                |  |
| John Stuart-Wortley-Mackenzie, II barone Wharncliffe    |                                  | lady Mary Montgomerie                          |                                             |  |  |       |  |  |                                |  |  |                                |  |
|                                                         | Abraham Creighton, I barone Erne | David Creighton                                |                                             |  |  |       |  |  |                                |  |  |                                |  |
|                                                         | Abraham Creighton, I barone Erne | David Creighton                                |                                             |  |  |       |  |  |                                |  |  |                                |  |
|                                                         | Abraham Creighton, I barone Erne | Catherine Southwell                            |                                             |  |  |       |  |  |                                |  |  |                                |  |
| John Creighton, I conte Erne                            | Abraham Creighton, I barone Erne |                                                |                                             |  |  |       |  |  |                                |  |  |                                |  |
|                                                         |                                  | Elizabeth Rogerson                             | hon. John Rogerson                          |  |  |       |  |  |                                |  |  |                                |  |
|                                                         |                                  | Elizabeth Rogerson                             | hon. John Rogerson                          |  |  |       |  |  |                                |  |  |                                |  |
|                                                         |                                  | Elizabeth Rogerson                             | Elizabeth Ludlow                            |  |  |       |  |  |                                |  |  |                                |  |
| lady Elizabeth Creighton                                |                                  | Elizabeth Rogerson                             |                                             |  |  |       |  |  |                                |  |  |                                |  |
|                                                         |                                  | Frederick Hervey, IV conte di Bristol          | John Hervey, II barone Hervey               |  |  |       |  |  |                                |  |  |                                |  |
|                                                         |                                  | Frederick Hervey, IV conte di Bristol          | John Hervey, II barone Hervey               |  |  |       |  |  |                                |  |  |                                |  |
|                                                         |                                  | Frederick Hervey, IV conte di Bristol          | Mary Lepell                                 |  |  |       |  |  |                                |  |  |                                |  |
| lady Mary Caroline Hervey                               |                                  | Frederick Hervey, IV conte di Bristol          |                                             |  |  |       |  |  |                                |  |  |                                |  |
|                                                         |                                  | Elizabeth Davers                               | sir Jermyn Davers, IV baronetto             |  |  |       |  |  |                                |  |  |                                |  |
|                                                         |                                  | Elizabeth Davers                               | sir Jermyn Davers, IV baronetto             |  |  |       |  |  |                                |  |  |                                |  |
|                                                         |                                  | Elizabeth Davers                               | Margaretta Green                            |  |  |       |  |  |                                |  |  |                                |  |
|                                                         |                                  | Elizabeth Davers                               |                                             |  |  |       |  |  |                                |  |  |                                |  |

## Opere
- Abolition of the Vice-Royalty of Ireland (1850)